# Brobo
Brobo  est une localité du centre de la Côte d'Ivoire, et appartenant au département de Bouaké, Région du Gbêkê. La localité de Brobo est un chef-lieu de commune.